# Шихирева, Татьяна Сергеевна
Татьяна Сергеевна Шихирева  (род. 26 января 1949, Баку, Азербайджанская ССР, СССР) — советский и российский художник в области декоративно-прикладного искусства. Член Союза художников СССР (1986—1992), Московского союза художников и Творческого союза художников России (2014). Академик отделения декоративных искусств Российской академии художеств (2021; член-корреспондент с 2012). Заслуженный художник Российской Федерации (2006).

## Биография
Родилась 26 января 1949 года в городе Баку, Азербайджанской ССР в семье военнослужащего, уроженца Москвы, Сергея Ивановича Шихирева (1920—1979) и его жены Диляры Гусейновны (1920—2003). Детство прошло в военном городке.
После хрущевского приказа о сокращении армии в 1960 году семья переехала в Москву. 
Начальное художественное образование получила в изостудии при Музее изобразительных искусств имени А. С. Пушкина на Волхонке.
С 1966 по 1971 год обучалась в Московском технологическом институте лёгкой промышленности на факультете художественного оформления и моделирования изделий текстильной и лёгкой промышленности. Её учителями были Е. К. Коваленко, В. Н. Петров-Камчатский, Ю. М. Рыжик. В 1971 году окончила институт по специальности «художественное оформление тканей и изделий из них». Руководитель диплома — профессор Е. К. Коваленко. 
Работала художником оформителем на различных московских предприятиях лёгкой промышленности.
В 1986 году вступила в Союз художников СССР. После его упразднения в 1992 году — член Московского союза художников.
Являлась членом Государственной аттестационной комиссии МГХПА имени С. Г. Строганова.
Т. С. Шихирева являлась участницей около 100 всероссийских, международных и персональных выставок, в том числе: в 1986 году — в художественном центре ЮНЕСКО в Париже, в 1989 год — Дели, в 1990 год — Норвегия, с 1992 по 1993 год — Германия, 1997 год — Индонезия. 
В 2003 году избрана председателем правления Ассоциации художников декоративных искусств Московского союза художников, сменив скончавшуюся Лину Соколову. По должности вошла в состав правления Московского союза художников. Также председатель выставочной комиссии секции декоративного искусства Московского союза художников.
22 сентября 2006 года указом президента России Владимира Путина «За заслуги в области искусства» Т. С. Шихиревой было присвоено почётное звание Заслуженный художник Российской Федерации.
В 2012 году избрана член-корреспондентом Российской академии художеств по Отделению декоративных искусств.
В январе 2014 года состоялась персональная выставка Т. Шихиревой и Н. Конончука «Путешествия во времени» в залах Российской академии художеств в Москве.
С 2014 года член Творческого союза художников России. 
В 2015 году состоялись персональные выставки Т. Шихиревой и Н. Конончука «Путешествия во времени» в Вятском художественном музее имени В. М. и А. М. Васнецовых в Кирове и в Республиканском музей изобразительных искусств в Йошкар-Оле.
В 2018 году участвовала в выставке художников-членов отделения декоративного искусства РАХ.
В 2021 году избрана академиком Российской академии художеств по Отделению декоративных искусств.

## Творчество
Наиболее известные художественные произведения Т. С. Шихиревой в области декоративно-прикладного искусства в технике горячего батика: «Благовещение», «Рождество», «Бегство в Египет», «Въезд в Иерусалим», «Прогулка верхом», «Прогулка с Петром», «Святой Георгий Победоносец», «Эпоха и время», «На соборной площади», «Библейские мотивы», «Запуск корабля», «Полёты наяву» и «Запуск воздушного корабля» — из серии «Пётр I». 
В основном работы Шихиревой выполнены в технике горячего батика и темперной живописи.
Художественные произведения Т. С. Шихиревой находятся в частных зарубежных коллекциях, в том числе в Италии, Дании, Венгрии, Швеции, Испании и Германии.
Две работы Т. Шихиревой и Н. Конончука: триптих «Театр» и диптих «Георгий Победоносец» (дерево, резьба, роспись), находятся в фондах Всероссийского музея декоративного искусства
В период с 2011 по 2019 год создавала работы совместно с супругом — художником-живописцем и мастером по дереву Николаем Степановичем Конончуком, соединяя художественную росписи и резьбу по дереву. В апреле 2018 года на выставке произведений мастеров декоративного искусства Москвы в Московском доме художника на Кузнецком мосту, организованной Ассоциаций художников декоративных искусств Московского союза художников, Шихирева и Конончук представили многочастную объемно-пространственную композицию «Театр на площади».

## Личная жизнь
Была в браке с художником-живописцем и мастером по дереву Николаем Степановичем Конончуком (1940—2020).

## Награды
- Заслуженный художник Российской Федерации (2006)[4]
- Золотая медаль РАХ (2005)[2]